# Liste der Kreisstraßen im Landkreis Altenkirchen (Westerwald)
Die Liste der Kreisstraßen im Landkreis Altenkirchen (Westerwald) ist eine Auflistung der Kreisstraßen im rheinland-pfälzischen Landkreis Altenkirchen (Westerwald).

## Abkürzungen
- K: Kreisstraße
- L: Landesstraße

## Liste
Die Kreisstraßen behalten die ihnen zugewiesene Nummer in der Regel nicht bei einem Wechsel in einen anderen Landkreis oder in eine kreisfreie Stadt. Nicht vorhandene bzw. nicht nachgewiesene Kreisstraßen werden in Kursivdruck gekennzeichnet, ebenso Straßen und Straßenabschnitte, die unabhängig vom Grund (Herabstufung zu einer Gemeindestraße oder Höherstufung) keine Kreisstraßen mehr sind. 
Der Straßenverlauf wird in der Regel von Nord nach Süd und von West nach Ost angegeben.
| Nr.   | Verlauf |
| ----- | --- |
| K 1   | L 269 – Lammerichskaul – Niedersteinebach – K 3 – Obersteinebach – Epgert – L 270 |
| K 2   | (K 90 im Landkreis Neuwied) – Kreisgrenze – Epgert – L 270 – Krunkel – L 270 |
| K 3   | K 1 in Niedersteinebach – K 4 – Luchert – K 4 in Horhausen (Westerwald) |
| K 4   | K 3 in Niedersteinebach – Bürdenbach – Gabel – K 3 – in Horhausen (Westerwald) |
| K 5   | in Horhausen (Westerwald) – Pleckhausen |
| K 6   | Eulenberg – L 269 in Peterslahr |
| K 7   | Kirchen (Sieg) Schulzentrum – in Struthof |
| K 8   | L 272 – Rott – Eichen |
| K 9   | Kescheid – Puscheid – Ahlbach – Flammersfeld – L 272 – Seelbach (Westerwald) – K 11 – Kreisgrenze – (K 135 im Landkreis Neuwied) |
| K 10  | Krämgen – Reiferscheid |
| K 11  | in Obernau – Strickhausen – Berzhausen – Bettgenhausen – K 9 |
| K 12  | – Schöneberg |
| K 13  | Niederölfen – in Neitersen |
| K 15  | L 277 in Oberirsen – Wölmersen – Birnbach – Hemmelzen – K 16 – in Obernau |
| K 16  | L 276 in Giershausen – Walterschen – K 15 |
| K 17  | K 18 – Ziegenhain – Orfgen – K 134 – L 276 – Schürdt |
| K 18  | K 24 – Adorf – Seifen – K 17 – L 276 in Giershausen |
| K 19  | K 24 – Kraam – L 276 |
| K 20  | L 276 – Hilkhausen – K 21 – in Birnbach |
| K 21  | in Weyerbusch – Irlen – K 20 in Hilkhausen |
| K 23  | in Weyerbusch – Marenbach – L 277 in Oberirsen |
| K 24  | (K 61 im Landkreis Neuwied) – Kreisgrenze – Ditscheid – Hirzbach – Maulsbach – K 27 – Niedermaulsbach – Mehren – K 26 – K 18 – K 19 – Forstmehren – Hasselbach – Werkhausen – /L 276 in Weyerbusch |
| K 26  | K 28 in Grünewald – K 27 – Fiersbach – K 24 in Mehren |
| K 27  | in Rettersen – Fiersbach – K 26 – K 24 in Maulsbach |
| K 28  | in Grünewald – K 26 – Kreisgrenze – (K 62 im Landkreis Neuwied) |
| K 29  | L 267 – Stürzelbach |
| K 30  | L 267 in Fluterschen – Mahlert |
| K 31  | L 267 in Almersbach – Fluterschen – Kreisgrenze – (K 140 im Landkreis Neuwied) |
| K 32  | L 267 in Almersbach – Oberwambach – K 33 – K 34 – Herpteroth – in Gieleroth |
| K 33  | K 32 in Oberwambach – K 142 – Kreisgrenze – (K 142 im Landkreis Neuwied) |
| K 34  | – Amteroth – K 32 in Oberwambach |
| K 35  | in Michelbach (Westerwald) – Widderstein – K 36 |
| K 36  | in Mammelzen – Sörth – – K 35 – Ingelbach – L 265 |
| K 37  | K 52 in Hilgenroth – K 40 in Bachenberg |
| K 38  | K 40 in Niedererbach – in Reuffelbach |
| K 39  | K 40 – Dieperzen |
| K 40  | L 267 – K 53 – K 39 – K 37 – Bachenberg – Niedererbach – K 38 – Hacksen – K 41 – in Eichelhardt |
| K 41  | K 40 – Volkerzen – Nassen – K 42 – Isert – |
| K 42  | in Bruchertseifen – Haderschen – Racksen – K 41 – K 40 in Eichelhardt |
| K 44  | – Idelberg |
| K 45  | K 46 in Helmerotherhöhe – Flögert |
| K 46  | in Helmerotherhöhe – K 45 – K 133 in Helmeroth |
| K 47  | in Bruchertseifen – K 133 in Langenbach |
| K 48  | in Hohensayn – Thal – K 133 |
| K 49  | K 50 in Hamm (Sieg) – K 141 – Seelbach bei Hamm (Sieg) |
| K 50  | K 52 in Breitscheidt – K 51 – Pfannenschoppen – Thalhausen – K 49 – in Hamm (Sieg) |
| K 51  | K 50 – K 141 – Marienthal – K 52 in Hilgenroth |
| K 52  | L 267 in Pracht – Breitscheidt – K 50 – Hilgenroth – K 37 – K 51 – Obererbach (Westerwald) – K 40 in Niedererbach |
| K 53  | L 267 in Beul – Busenhausen – K 40 |
| K 54  | L 277 – Ölsen – L 267 in Heupelzen |
| K 55  | K 56 in Kratzhahn – Birkenbeul – L 267 |
| K 56  | L 277 – Ückertseifen – K 55 – Kratzhahn – L 267 |
| K 57  | L 267 in Wickhausen – Niederhausen – L 267 in Pracht |
| K 58  | L 267 in Fürthen – K 59 – in Hamm (Sieg) |
| K 59  | K 58 – K 60 in Etzbach |
| K 60  | L 267 in Oppertsau – K 59 – Etzbach – in Heckenhof |
| K 61  | L 267 in Bitzen – Dunebusch – K 65 in Pirzenthal |
| K 62  | L 267 – Wäldchen – L 267 |
| K 63  | L 267 in Forst – K 64 – K 65 in Hof Holpe |
| K 64  | (nicht klassifizierte Straße in Nordrhein-Westfalen) – Landesgrenze – Seifen – K 65 – Dellingen – K 63 in Forst |
| K 65  | K 64 in Seifen – Kaltau – Lechenbach – Neuhöfchen – Hof Holpe – K 63 – Pirzenthal – K 61 – Alserberg – K 66 in Wissen |
| K 66  | Galgenberg – K 67 – Streitholz – K 65 – in Wissen |
| K 67  | Wendlingen – K 66 |
| K 68  | (nicht klassifizierte Straße in Nordrhein-Westfalen) – Landesgrenze – Unterbirkholz – Steckelbach – K 69 – K 70 – L 278 |
| K 69  | K 68 – Birken – K 71 – K 77 – K 72 |
| K 70  | K 68 – K 71 in Honigsessen |
| K 71  | (K 43 im Oberbergischen Kreis, Nordrhein-Westfalen) – Landesgrenze – Birken – K 69 – Honigsessen – K 70 – K 72 – L 278 in Wissen |
| K 72  | K 71 in Wissen – Mühlenthal – K 69 – K 76 – Nimrod – K 74 |
| K 73  | Oberhövels – in Niederhövels |
| K 74  | Hönningen – Elkhausen – K 75 – K 72 – L 279 in Katzwinkel (Sieg) |
| K 75  | Alsenthal – K 74 in Elkhausen |
| K 76  | Nochen – K 72 |
| K 77  | L 278 – Rübegarten – K 78 – K 69 |
| K 78  | K 77 – L 279 |
| K 79  | Kappenstein – Wasserhof – L 278 |
| K 80  | Bettorf – L 278 in Steeg |
| K 81  | Hundscheidt – L 278 in Unterweidenbruch |
| K 82  | (nicht klassifizierte Straße in Nordrhein-Westfalen) – Landesgrenze – Hilchenbach – K 83 |
| K 83  | (K 54 im Oberbergischen Kreis, Nordrhein-Westfalen) – Landesgrenze – Küchelschlade – Ritterwäldchen – Küchelseifen – K 82 – K 84 in Wildenburg Bahnhof |
| K 84  | (K 1 im Kreis Olpe, Nordrhein-Westfalen) – Landesgrenze – Wildenburg Bahnhof – K 83 – Burg Wildenburg – K 86 – Wildenburg – L 280 in Friesenhagen |
| K 85  | (K 1 im Kreis Olpe, Nordrhein-Westfalen) – Landesgrenze – Hühnerkamp – Landesgrenze – (K 1 im Kreis Siegen-Wittgenstein, Nordrhein-Westfalen) – Landesgrenze – ohne Abzweig einer klassifizierten Straße – Landesgrenze – (K 1 im Kreis Siegen-Wittgenstein, Nordrhein-Westfalen, Nordrhein-Westfalen) |
| K 86  | L 278 – Wildenburg – K 84 – Hammerhöhe – Landesgrenze – (K 21 im Kreis Siegen-Wittgenstein, Nordrhein-Westfalen, Nordrhein-Westfalen) |
| K 88  | L 279 – Hinhausen – Harbach – K 89 – Scheuernhof – K 91 – K 92 – Tuschebachsmühle – K 93 |
| K 89  | Locherhof – K 88 in Harbach |
| K 90  | Hüttseifen – K 93 in Niederfischbach |
| K 91  | Winnersbach – K 88 |
| K 92  | L 279 – K 88 |
| K 93  | L 282 – Niederfischbach – K 90 – L 280 – Hahnhof |
| K 94  | L 279 – Wingendorf – L 280 in Wehbach |
| K 95  | Freusburg – |
| K 97  | K 101 in Kirchen (Sieg) – Katzenbach – K 100 – Brachbach – Mudersbach – in Niederschelderhütte |
| K 100 | in Brachbach – K 97 |
| K 101 | L 280 in Kirchen (Sieg) – K 97 – Herkersdorf – K 102 – Offhausen – K 102 – Dermbach – Herdorf – L 284 – Landesgrenze – (K 23 im Kreis Siegen-Wittgenstein, Nordrhein-Westfalen) |
| K 102 | K 101 in Herkersdorf – K 103 – K 101 in Offhausen |
| K 103 | K 102 in Herkersdorf – L 280 in Alsdorf |
| K 106 | L 279 in Katzwinkel (Sieg) – Wallmenroth – Scheuerfeld – Bruche – L 288 in Betzdorf |
| K 107 | L 281 in Elben – K 145 – Dauersberg – L 288 |
| K 108 | K 109 – Mauden – K 109 in Derschen |
| K 109 | L 280 – K 108 – Derschen – K 108 – Friedewald – L 285 – Nisterberg – Kreisgrenze – (K 31 im Westerwaldkreis) |
| K 110 | L 285 in Daaden – Weitefeld – L 286 – K 111 |
| K 111 | L 286 in Weitefeld – Oberdreisbach – K 110 – Kreisgrenze – (K 29 im Westerwaldkreis) |
| K 112 | L 280 – Niederdreisbach – L 286 – Weitefeld – Kreisgrenze – (K 28 im Westerwaldkreis) |
| K 113 | L 287 in Elkenroth – K 114 – Nauroth – Kreisgrenze – (K 26 im Westerwaldkreis) |
| K 114 | L 288 – K 113 |
| K 115 | L 286 in Rosenheim (Landkreis Altenkirchen) – L 288 |
| K 116 | K 117 in Biesenstück – K 144 – L 287 in Elkenroth |
| K 117 | L 288 – Molzhain – K 118 – Dickendorf – K 144 – Biesenstück – K 116 – K 119 |
| K 118 | K 119 in Elben – K 117 – Kausen – L 288 – L 287 |
| K 119 | L 281 in Elben – K 118 – Steinebach/Sieg – K 122 – K 117 – K 121 – L 286 in Rosenheim (Landkreis Altenkirchen) |
| K 120 | L 265/L 281 – Malberg – L 281 in Malberg |
| K 121 | L 281 – K 122 – K 119 |
| K 122 | L 281 in Gebhardshain – Steinebach/Sieg – K 119 – K 121 – L 281 in Malberg |
| K 123 | L 289 in Kirchseifen – Selbach (Sieg) – K 130 – Fensdorf – K 124 – L 278 in Gebhardshain |
| K 124 | Birnbaum – Neuhöfchen – K 123 |
| K 125 | L 278 in Altenbrendebach – Neubrendebach |
| K 126 | L 278 in Wissen – Schönstein – K 129 – Oberkrombach – Mittelhof – K 127 – Mobilheimpark |
| K 127 | K 150 in Steckenstein – Mittelhof – K 126 – K 128 – L 278 |
| K 128 | K 127 – Dorn |
| K 129 | Blickhausen – K 126 |
| K 130 | L 278 – Selbach (Sieg) – K 123 – Brunken |
| K 131 | L 289 – Glatteneichen |
| K 132 | K 133 in Weidacker – Paffrath – L 289 in Köttingen |
| K 133 | – Weidacker – K 132 – K 48 – Nisterstein – Langenbach – K 47 – K 46 in Helmeroth |
| K 137 | L 280 – L 279 |
| K 139 | L 279 – Flugplatz Betzdorf-Kirchen |
| K 141 | K 51 – K 50 in Seelbach bei Hamm (Sieg) |
| K 142 | K 33 in Oberwambach – Kreisgrenze – (K 152 im Landkreis Neuwied) |
| K 144 | K 117 in Dickendorf – K 116 |
| K 145 | Weiselstein – K 107 |
| K 147 | L 267 – Breibacherhof |
| K 149 | – L 265 in Berod bei Hachenburg |
| K 150 | – K 127 – Niederdurwittgen |
| K 151 | in Altenkirchen (Westerwald) – |